# Boston Journal of Natural History
Boston Journal of Natural History (1834-1863) fue una revista científica publicada por la Sociedad de Historia Natural de Boston a mediados de siglo XIX en Massachusetts. Contribuyentes incluidos Charles T. Jackson, Augustus A. Gould, entre otros. En cada volumen aparecen ilustraciones litográficas, algunas en color, dibujado / grabado por E.W. Bouvé, B.F. Nutting, A. Sonrel, et. al. e impresa por Pendleton's Lithography y otras empresas.
La revista fue continuada por Memoirs Read Before the Boston Society of Natural History en 1863.

Placas
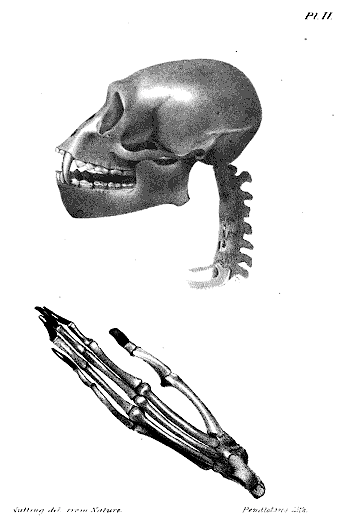
Placa del v.1, 1837
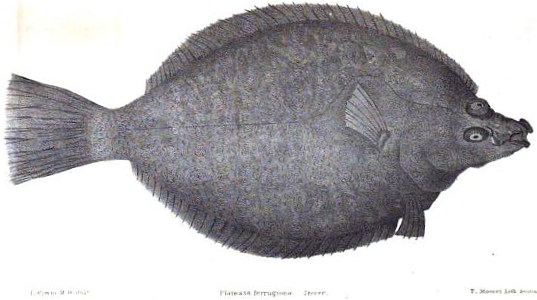
Placa del v.2, 1839
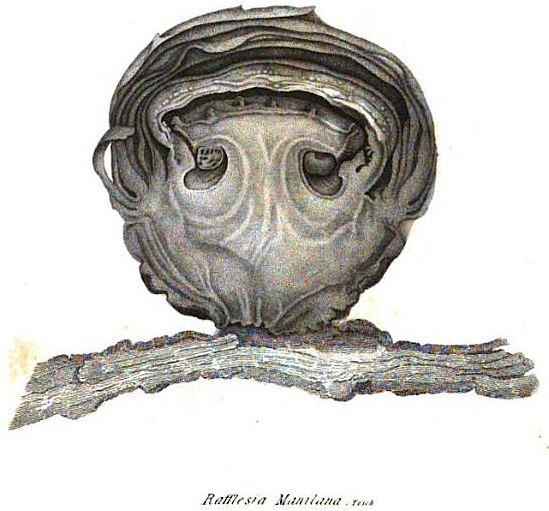
Placa del v.4, 1844
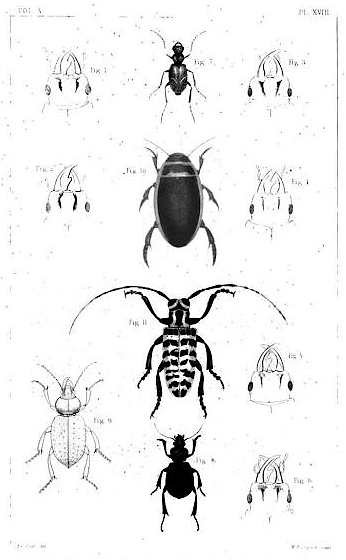
Placa del v.5, 1847